# 天野正幸
天野 正幸（あまの まさゆき、1947年 - 2018年）は、日本の哲学研究者、東京大学名誉教授。ギリシャ哲学を専攻。

## 経歴
兵庫県西宮市生まれ。
1971年東京大学文学部哲学科卒、1975年東京大学大学院人文科学研究科博士課程（哲学）中退、山形大学人文学部講師（倫理学）、1981年助教授、1985年東北大学文学部助教授（哲学）、1989年東京大学文学部助教授（哲学）、1993年教授。1998年「プラトン哲学の発展史的研究」で東大文学博士。2012年定年退任、名誉教授。
2018年11月27日死去。

## 著書
- イデアとエピステーメー プラトン哲学の発展史的研究 東京大学出版会 1998
- ギリシャ哲学 哲学の原点＝「知恵の愛求」としての哲学 放送大学教育振興会 1999
- 正義と幸福 プラトンの倫理思想 東京大学出版会 2006